# Vilacarle
Vilacarle és un poble del terme de Tor-la-ribera, a la Baixa Ribagorça de l'Aragó. Es troba al sud del municipi, i a l'esquerra del riu de Vilacarle. Està situat a 940 metres d'altitud, entre Magarrofes i Casiases, un turó de 984 metres d'altitud. Al NE del llogaret està l'ermita del Pujal.
El municipi està inclòs a la Zona d'especial protecció per a les aus (ZEPA).

## Riu de Vilacarle
La Vall de Lierp i la Vall de l'Isàvena comparteixen l'espai on el riu Isàvena rep, per la dreta, les aigües del riu de Vilacarle, just després d'haver passat per davant del poble de Vilacarle, entre el massís del Turbó i la serra del Jordal. Aquest riu petit
vers l'W, rep del torrent de la Vall, que davalla de les Viles del Turbó, aigües que venen del massís del Turbó. Després creix en cabal gràcies a l'obaga (vessant d'una muntanya orientat al nord, on es conserva millor la humitat) de la serra del Jordal. Des d'aquesta serra el barranc d'Extremadura baixa de Rin de la Carrasca, aportant més aigua i finalment s'uneix al riu Isàvena davant Biasques d'Ovarra.
La pinassa (Pinus nigra) és la vegetació típica en les obagues.

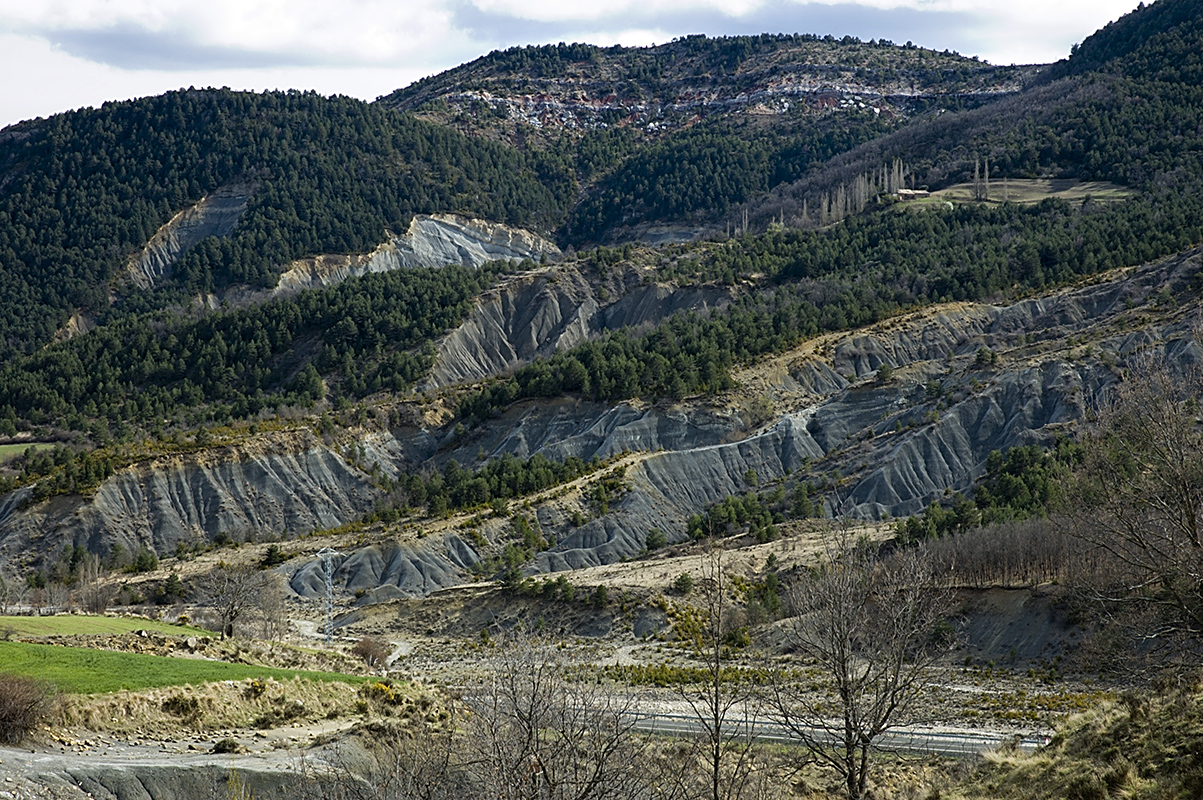
Margues i pinassa de la Serra del Jordal, davant del riu de Vilacarle.

## Història de població
Al cens de l'any 1385 a Vilacarles i Nocelles hi havia 12 cases. Els seus habitants eren: Johan de Puyol [Joan de Puiol], Bernat de Magarofas [Bernat de Magarrofes], Pero Fornoles, Bertolomeu de Riu i Pedros [Pedrós?] (qui nomena els dos homes de la casa), Domingo d'Exeha [Domingo d'Eixea], Ramon de Tores [Ramon de Torres], Guiamonet de Viu, Bernat de Breylans [Bernat de Brallans], Minget de Castellaç [Minguet de Castellàs], Arnau de la Pena, Ramon Ferer [Ramon Ferrer] i Saluador de Trullas [Salvador de Trullars].
Va ser municipi independent, el qual es deia Vilacarle i Santanulla, fins al 1845 quan es va unir a Tor-la-ribera. Durant 15 anys, va ser capçalera del nou municipi, i l'any 1860 aquesta va passar a Tor-la Ribera.
Vilacarle és el nucli més poblat del terme de Tor-la-ribera, amb 25 habitants en el llogaret i 5 més disseminats. Les Cases de Tor-la-ribera, situades a 1.085 metres, actualment només tenen 19 habitants, i a prop del poble hi ha 8 habitants més disseminats.
Dins de la zona de Vilacarle trobem Magarrofes, que és un nucli disseminat situat en un entorn de gran bellesa natural i té censats 7 habitants; i el caseriu de Santanulla.
Visalibons va dependre de l'antic terme de Vilacarle al segle xix. Actualment l'església de Santa Maria encara és annexa a Vilacarle.

## Economia
L'agricultura i la ramaderia són la base de l'economia.

## Vistes i paratges bells a prop de Vilacarle

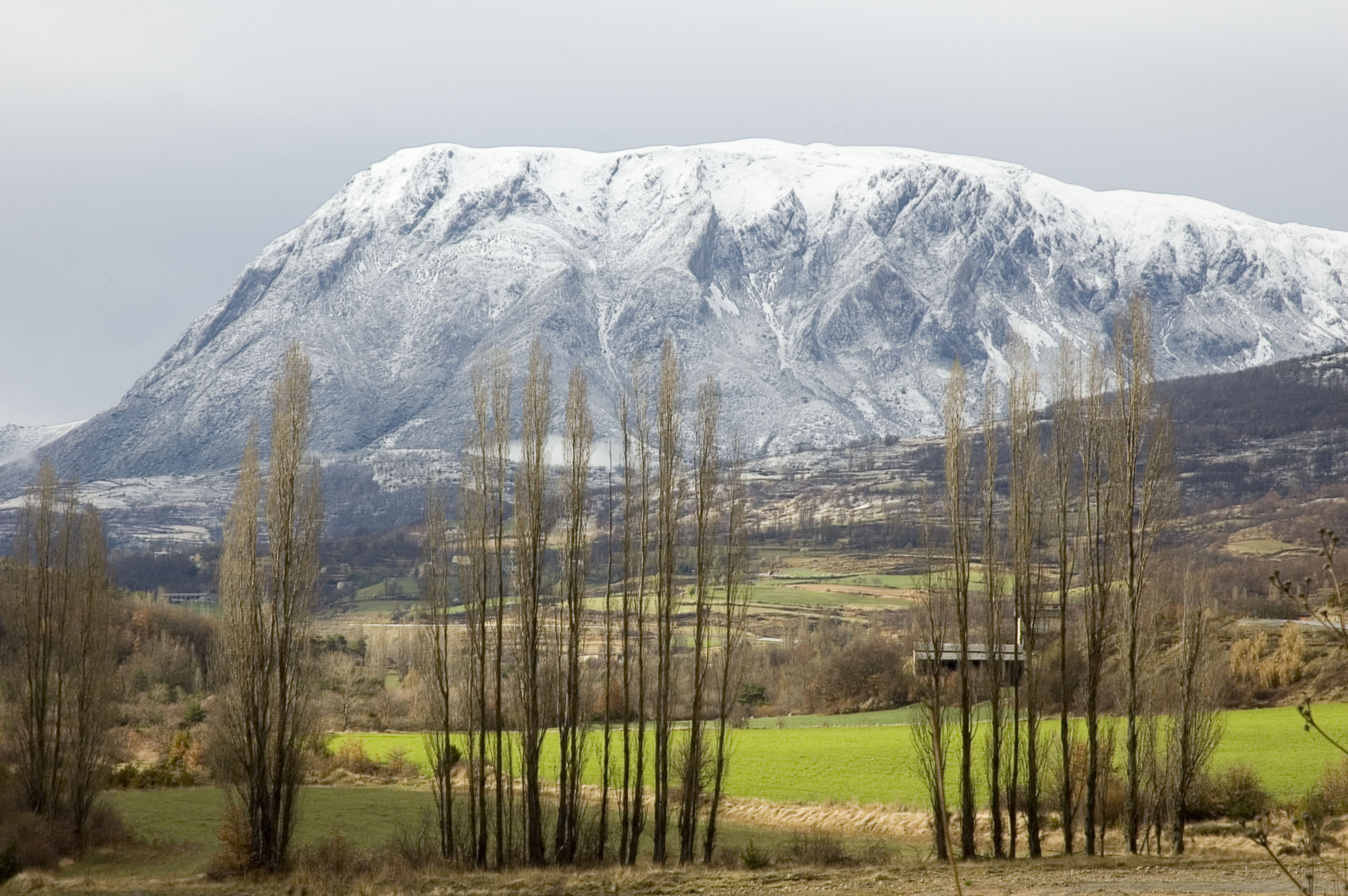
Terres de Biasques d'Ovarra, Vilacarle i El Turbó darrere.
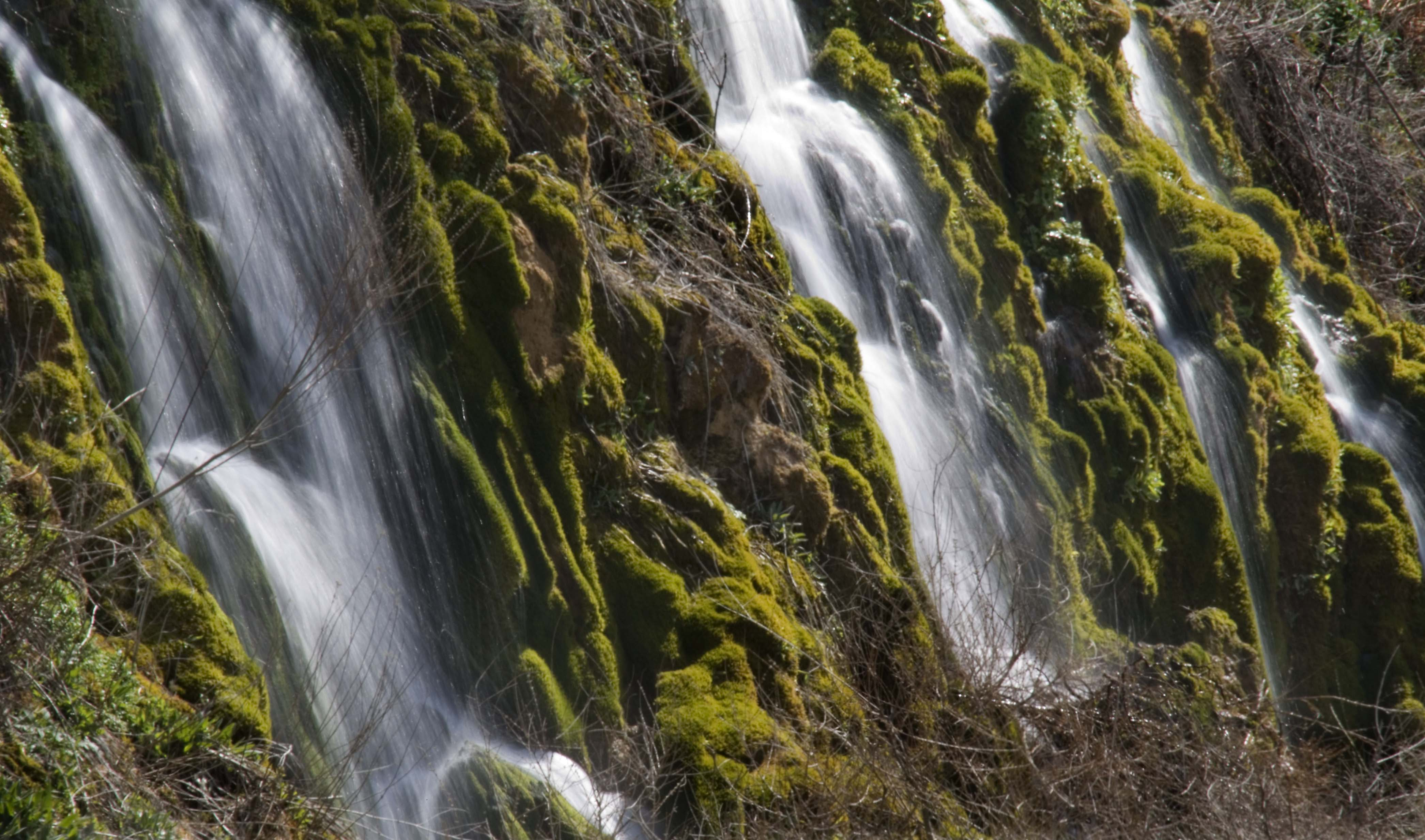
Fonts de Sant Cristòfol, a prop de Biasques d'Ovarra i Vilacarle.
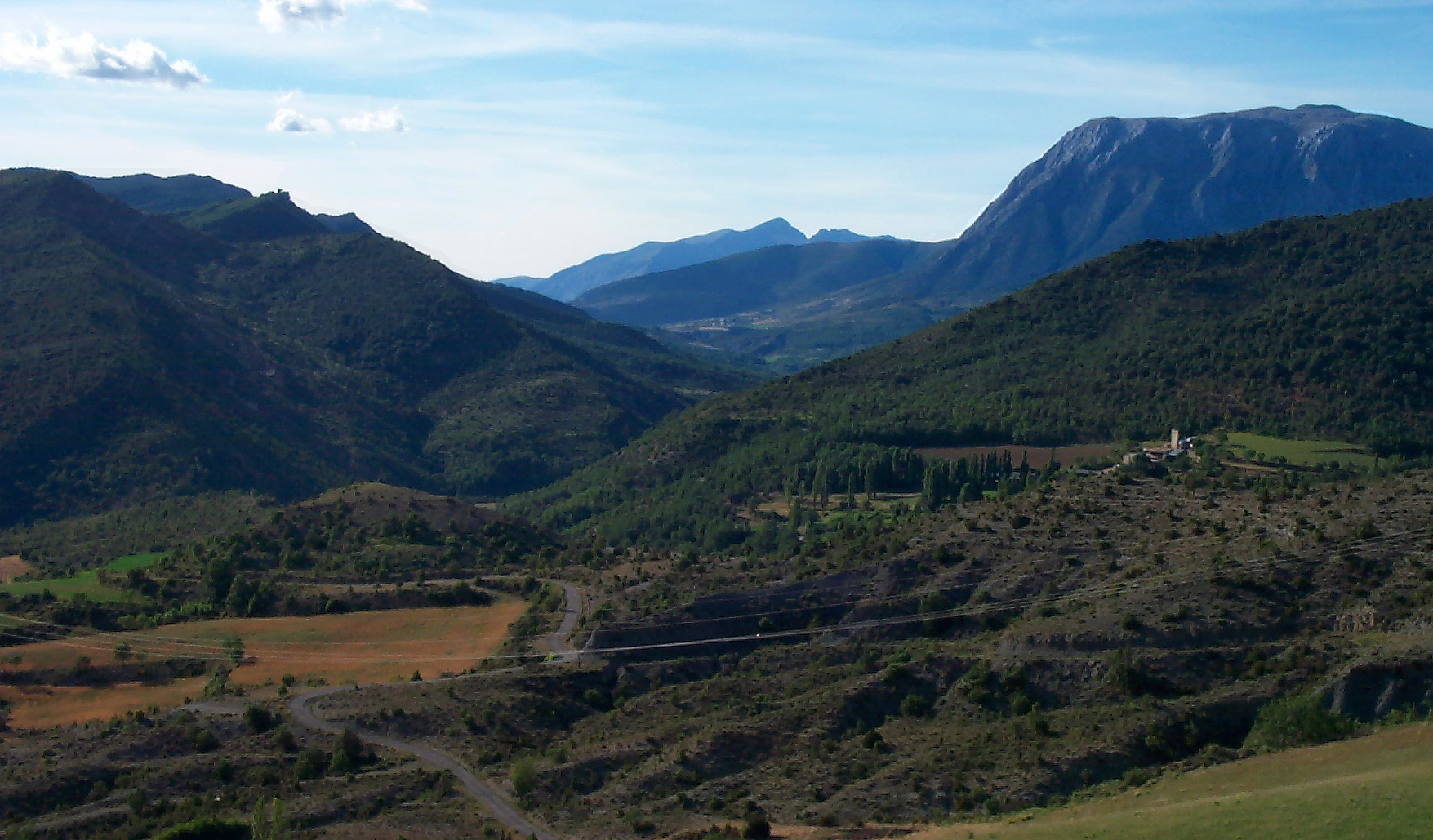
Serres prepirenaiques d'Aragó: serra de Sis, serra del Jordal, terres de Vilacarle, el Turbó, i al fons el Cotiella.